# Мадхупур
Мадхупур (бенг. মধুপুর, англ. Madhupur) — город в центральной части Бангладеш, административный центр одноимённого подокруга. Площадь города равна 14,36 км². По данным переписи 2001 года, в городе проживало 54 706 человек, из которых мужчины составляли 59,79 %, женщины — соответственно 40,21 %. Плотность населения равнялась 3810 чел. на 1 км². Уровень грамотности населения составлял 37,1 % (при среднем по Бангладеш показателе 43,1 %). 

## Gallery

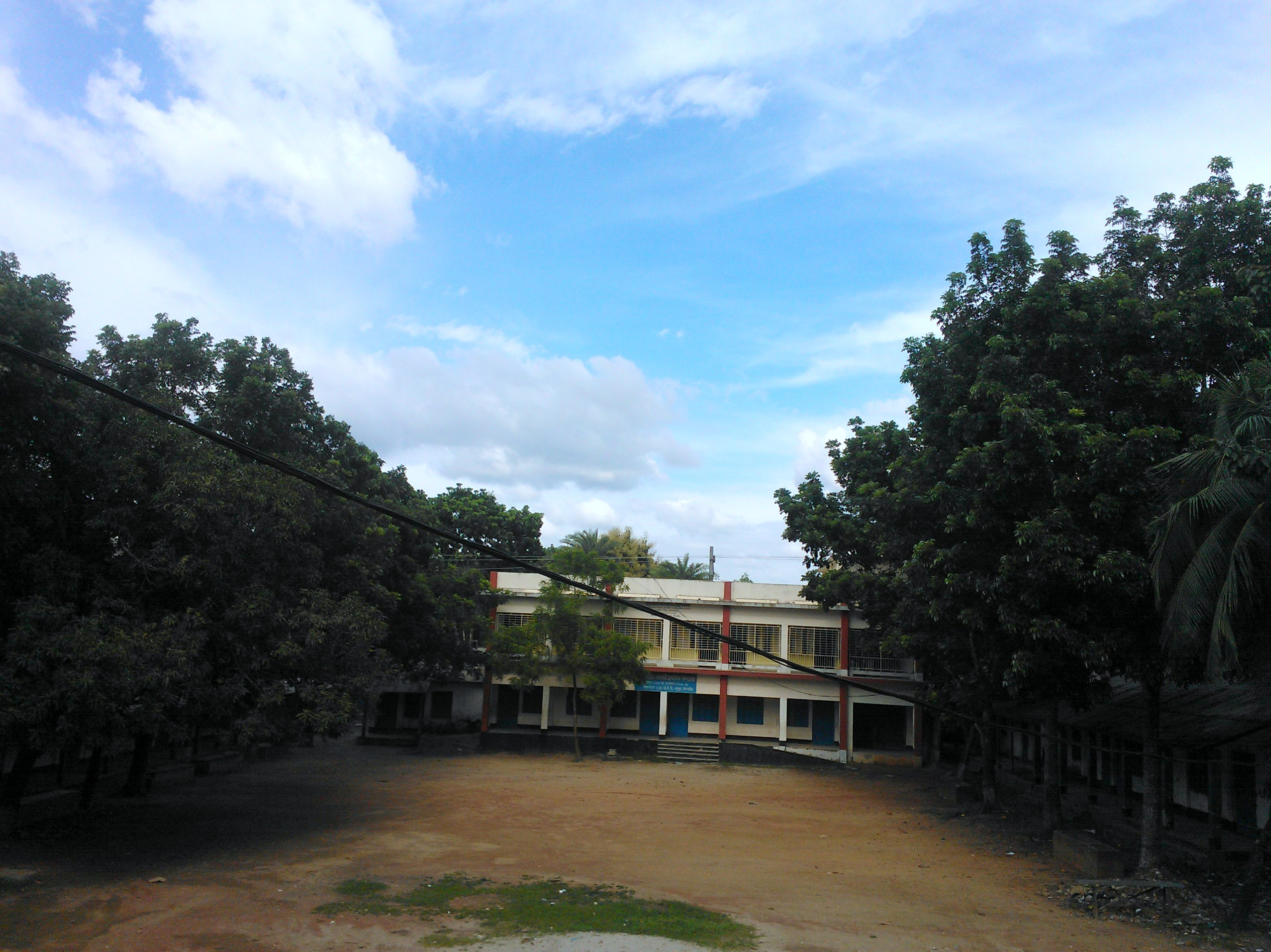
a primary school in Madhupur.
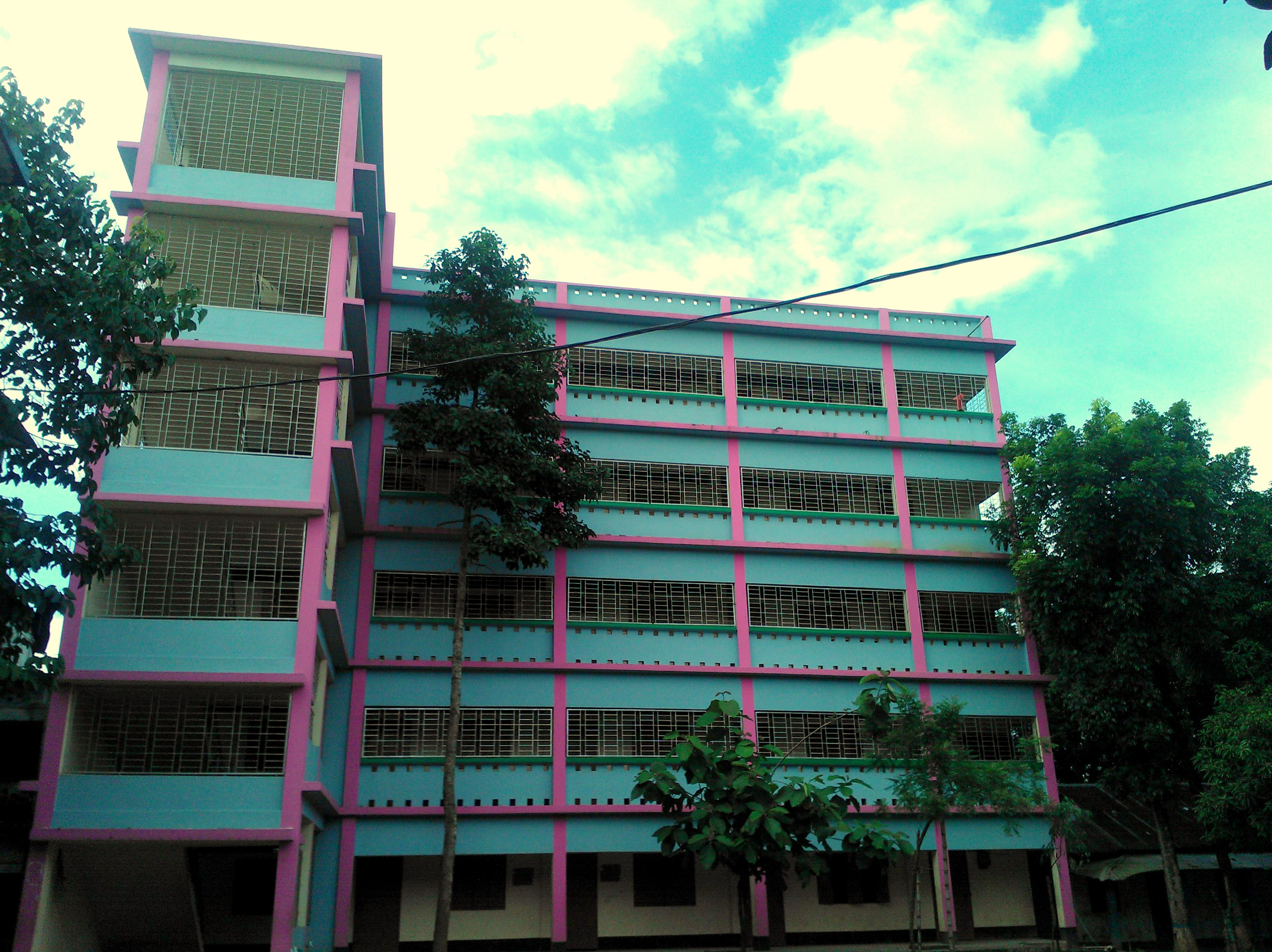
Madhupur Shahid Smrity High School.
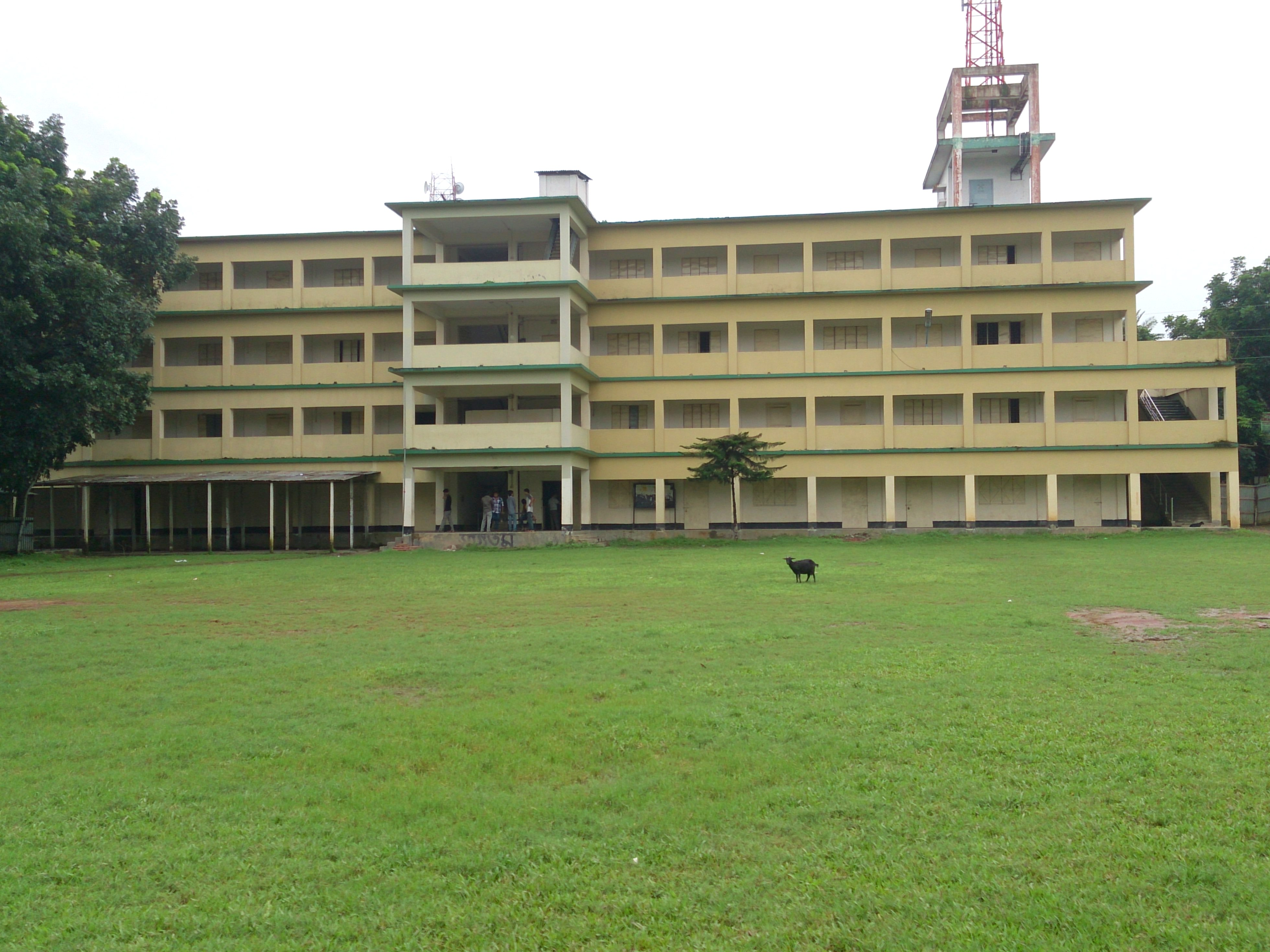
A college of Madhupur.